# Кривбасвибухпром
«ПАТ „ППП“ Кривбасвибухпром» — це одне з найбільших українських підприємств із ведення вибухових робіт із досвідом роботи понад 40 років.

## Історія
Підприємство «Кривбасвибухпром» засноване в 1969 році Мінчорметом УРСР як спеціалізований трест, а згодом — промислово-виробниче підприємство «Кривбасвибухпром» для забезпечення ведення вибухових робіт на кар'єрах Криворізького залізорудного басейну. Директором тресту був призначений Іван Степанович Малий. Станом на 1973 рік на підприємстві функціонували три вибухові цеху і автотранспортний цех.
У січні 2000 року державне промислово-виробниче підприємство «Кривбасвибухпром» перетворено в дочірнє підприємство, а з серпня 2001 року у відкрите акціонерне товариство. Засновником виступила державна акціонерна компанія «Укррудпром». Головні клієнти компанії — Північний ГЗК та Центральний ГЗК.

## Технології
У технологічний ланцюжок виробничого процесу Кривбасвибухпрому входить зберігання, переробка, транспортування і безпосереднє підривання. З метою зниження вартості вибухових робіт, підприємством освоєно випуск вибухових речовин власного приготування, компанія оперує профільним заводом. Дроблення негабаритних шматків гірської маси проводиться шпуровими і накладними зарядами. Підприємство також виконує контурне підривання, що застосовується для збереження поверхні відриву порід і зниження ступеня порушення законтурного масиву. Кривбаспідривпром має багаторічний досвід проєктування та виконання буропідривних робіт по обваленню будівель. Підприємство за рекомендаціями Запорізького науково-дослідного інституту будівельних конструкцій освоїло прискорений спосіб ущільнення лесових ґрунтів великої потужності енергією вибуху глибинними зарядами з попереднім замочуванням.
Потужна виробнича база дає змогу підривати обсяги гірських порід понад 50 млн куб. м на рік.

## Персоналії
- Директори:
  - Малий Іван Степанович (з 1969)[2];
  - Бондаренко М. М.[2];
  - Борисов В. І.[2];
  - Шевченко С. В.[2];
  - Микола Іванович Іщенко (2000-2007);
  - Валентин Федорович Монаков  (з 2010);
  - Андрій Васильович Гаврук (з 29 вересня 2020)[3].